# Louis Philippe de Ségur

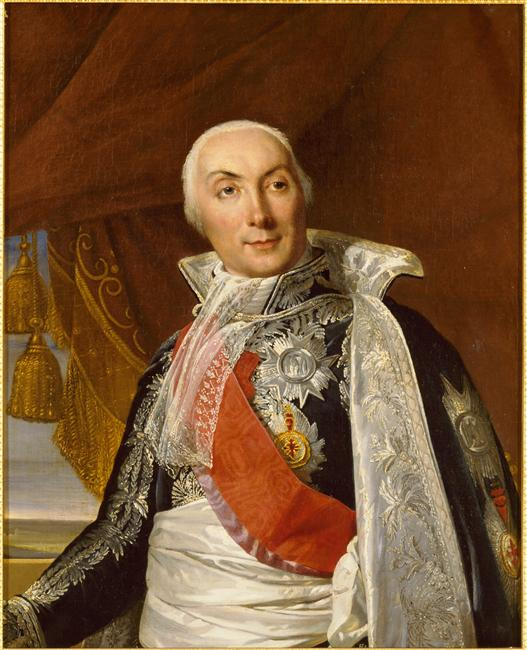
Louis-Philippe, conde de Ségur y del imperio francés

Louis-Philippe, conde de Ségur (10 de septiembre de 1753-28 de agosto de 1830) fue un militar, diplomático, historiador y poeta francés, nacido y fallecido en París. Fue oficial en la Guerra de Independencia de los Estados Unidos y miembro de la Academia Francesa, electo en 1803 para el asiento número 22.

## Datos biográficos

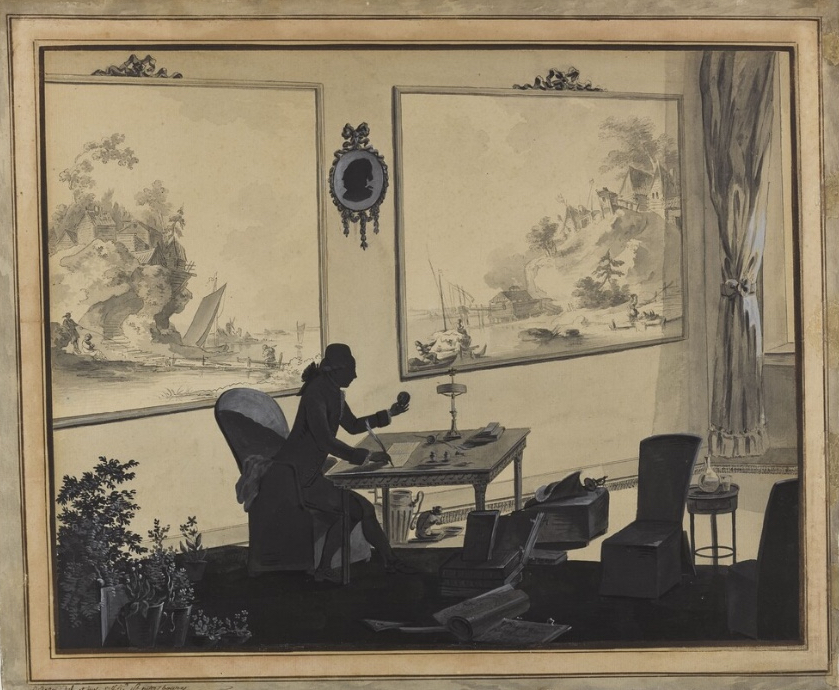
Retrato en silueta del conde Louis-Philippe de Ségur (1753-1830)

Hijo mayor del mariscal de Ségur (1724-1801), ministro de Guerra del rey Louis XVI.
Se interesó en el proceso revolucionario americano que condujo a la Independencia de los Estados Unidos. El 10 de mayo de 1782 escribió: «Aunque soy joven, ya pasé por numerosas pruebas y he reconocido muchos de mis errores. El poder arbitrario me pesa. La libertad por la que voy a combatir me inspira on gran entusiasmo y quisiera que mi país pudiera gozar de aquella que es compatible con nuestra monarquía, nuestra posición y nuestros ánimos.». En 1783, Ségur siguió a Jean-Baptiste Donatien de Vimeur de Rochambeau hacia los Estados Unidos y alcanzó el grado de coronel.
De 1785 a 1789 fue embajador de Francia en Rusia.
Durante la revolución francesa Ségur se retiró a Sceaux y se dedicó a escribir obras históricas aunque no todas son publicadas. En particular, en 1790, comentó las obras de Favier y publicó sus comentarios bajo el nombre de Politique des cabinets de l'Europe; convenció a Mirabeau, contra la opinión de Favier, de la necesidad de auxiliar a España contra Inglaterra, aplicando el denominado « Pacto de Familia » de 1761.
En 1801, es electo diputado y se acercó políticamente al Primer Cónsul, Napoleón. 
Fue elegido miembro de la Academia Francesa en 1803. Después le fue otorgada la Gran Águila (actualmente la Gran Cruz) de la Legión de Honor. Más tarde se le nombró conde del imperio y finalmente senador (par de Francia).
Como francmasón que fue, actuó como gran comendador del Supremo Consejo de Francia de 1822 a 1825. En 1830, se vinculó con Luis Felipe I cuya llegada al poder vio con alegría. Pero la muerte lo sorprendió poco después en agosto de ese mismo año.

## Familia
- Casado con Antoinette Élisabeth Marie d'Aguesseau, con quien tuvo dos hijos:
  - Philppe de Ségur, general e historiador;
  - Octave-Henri Gabriel, conde de Ségur
- Eugène de Ségur casado con la condesa de Ségur.

| Predecesor: Gabriel-Henri Gaillard | Miembro de la Academia Francesa (asiento número 22) 1803 -1830 | Sucesor: Jean-Pons-Guillaume Viennet |